# Trastorn de dèficit de natura
El Trastorn de dèficit de natura és la idea que la creixent separació entre les persones i la natura contribueix en una gran varietat de problemes físics i mentals. Aquest concepte va ser plantejat per Richard Louv en el llibre Last Child in the Woods (Algonquin Books, 2005) i actualment no està reconegut en els manuals de trastorns mentals, com el CIM-10 o el DSM-5.

## Causes
Els principals factors que contribueixen en el Trastorn de dèficit de natura són el desenvolupament industrial i un creixent estil de vida dependent de la tecnologia. Els estudis existents indiquen que des de la dècada de 1980 fins a la dècada del 2000 la vida dels infants cada vegada està més en estructurada. Per una banda, hi ha una disminució de l'experiència directa a la natura i per l'altra, un augment del temps destinat a plataformes digitals. S'ha comprovat que l'ús excessiu de telèfons mòbils s'associa a un menor contacte amb la natura. A mesura que augmenta l'ús de telèfons mòbils es necessita més temps per obtenir un nivell de satisfacció desitjat, sent més probable que s'utilitzin incontroladament i, per tant, es dediqui menys temps a altres activitats.
Aquest fet es detecta tant en àrees urbanes com en àrees rurals, arreu del món. Cada generació esdevé més desconnectada tant geogràficament com emocionalment de la natura. La reducció de la disponibilitat d'espais naturals i les restriccions que s'imposen a les activitats dels nens, com per exemple la possibilitat d'anar sols, suggereixen menys oportunitats per participar en el món natural.

## Efectes
La salut pot ser un indicador indirecte tant de la causa com de l'efecte del dèficit natural. La natura pot fomentar l'activitat física dels infants, relacionada amb el pes, així com aportar altres beneficis com l'exposició a la llum solar. Els símptomes descrits són tant psíquics com físics:
- Obesitat, relacionada amb el sedentarisme i amb totes les seves conseqüències
- Depressió i ansietat
- Trastorn per dèficit d'atenció amb hiperactivitat i autisme
- Miopia
- Biofòbia i videofília
- Estrès i baixa autoestima
- Carència de Vitamina D

Actualment els infants saben molt poc sobre el seu entorn. Una possibilitat és que la biodiversitat hagi disminuït allà on viuen; una altra possibilitat és que hi hagi una relació entre la manca de coneixements i la poca o cap experiència directa amb la biodiversitat local.